# Apatura miranda
Apatura miranda är en fjärilsart som beskrevs av Hans Fruhstorfer 1902. Apatura miranda ingår i släktet Apatura och familjen praktfjärilar. Inga underarter finns listade i Catalogue of Life.